# 21575 Padmanabhan
21575 Padmanabhan è un asteroide della fascia principale. Scoperto nel 1998, presenta un'orbita caratterizzata da un semiasse maggiore pari a 2,7359025 UA e da un'eccentricità di 0,1046542, inclinata di 6,08660° rispetto all'eclittica.